# Marc Roberts
Marc Roberts (Wakefield, 26 luglio 1990) è un calciatore inglese, difensore del Barnsley.

## Carriera
Ha giocato nella seconda divisione inglese.

## Palmarès

### Club

#### Competizioni nazionali
- Football League Trophy: 1

Barnsley: 2015-2016